# ネオ・ニューリーダー
ネオ・ニューリーダーは、中曽根康弘政権末期より自民党内で安倍晋太郎・竹下登・宮澤喜一のいわゆるニューリーダーに続く、次々世代指導者を評した造語（ネオとは、ギリシア語で「新しい」を意味する語）である。

## 概要
三角大福中から安竹宮へ移行した当時、彼らは閣僚経験を経て派閥のプリンスとしての地歩を固めつつあった。1988年のリクルート事件では、事件に関与したニューリーダー及びネオ・ニューリーダーが謹慎を余儀なくされる中、これに関与していなかったネオ・ニューリーダーが急速に勢力を拡大した。この結果、派閥継承をめぐり“戦争”と形容される抗争を繰り広げることになる。
該当者のうち、小渕・渡部・三塚・森・河野・藤波・海部は早稲田大学出身（河野以外は雄弁会に在籍）であり、竹下登に連なる人脈でもあった。

## 主な人物
竹下派出身
竹下派の後継者を巡り、梶山静六・奥田敬和を含めた竹下派七奉行は一龍戦争・一六戦争を経て、1992年に小沢（羽田・小沢・奥田・渡部）・反小沢（小渕・橋本・梶山）に分裂する。
- 小渕恵三 - 後の第84代内閣総理大臣
- 小沢一郎 - 自民党幹事長、民主党代表を歴任。55年体制を壊した立役者。
- 羽田孜 - 後の第80代内閣総理大臣
- 橋本龍太郎 - 後の第82・83代内閣総理大臣
- 渡部恒三 - 後の衆議院副議長

安倍派出身
安倍派の後継者を巡り、塩川正十郎・加藤六月を含めた安倍派四天王では、森・加藤がリクルート事件で謹慎する中で、急速に力をつけたのは三塚であった。森を味方につけた三塚と塩川を推した加藤の間で三六戦争が発生、福田赳夫の説得で塩川が降りたことから三塚の勝利に終わり、1991年に加藤は派閥を除名される。
- 三塚博 - 後の大蔵大臣・自民党幹事長を歴任
- 森喜朗 - 後の第85・86代内閣総理大臣

宮澤派出身
宮澤派の後継者を巡り、加藤がリクルート事件で謹慎する中、新自由クラブを経て入会した河野が頭角を現し、両者の間にKK戦争が発生、1999年に河野は河野グループを結成する。
- 加藤紘一 - 後の宮澤内閣内閣官房長官、自民党幹事長。加藤の乱を起こし、失脚する。
- 河野洋平 - 後の自民党総裁・衆議院議長

中曽根派出身
藤波の失脚後、中曽根派の後継者はかつて派閥を飛び出したこともある渡辺美智雄で決着する。
- 藤波孝生 - 労働大臣、中曽根内閣内閣官房長官を歴任していたが、リクルート事件で失脚する。

河本派出身
リクルート事件をきっかけに、海部は派閥領袖の河本敏夫を差し置き首相に就任。
- 海部俊樹 - 後の第76・77代内閣総理大臣

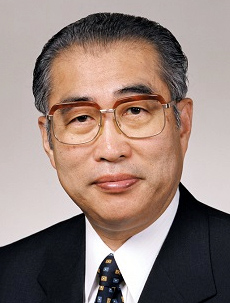
小渕恵三
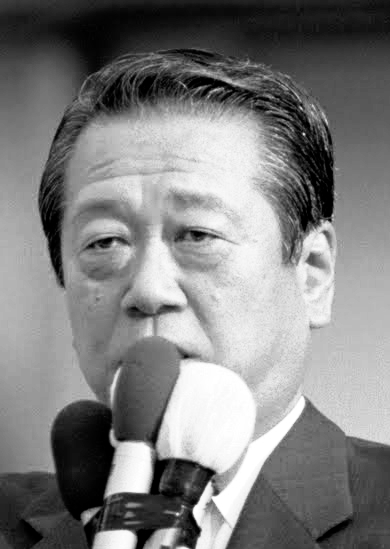
小沢一郎
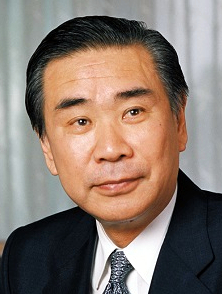
羽田孜
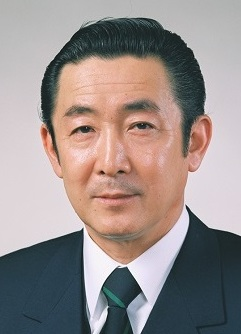
橋本龍太郎
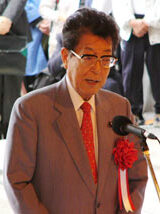
渡部恒三
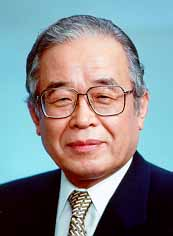
三塚博
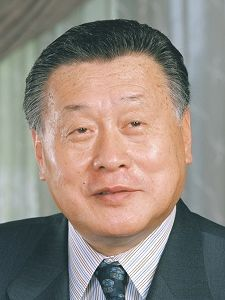
森喜朗
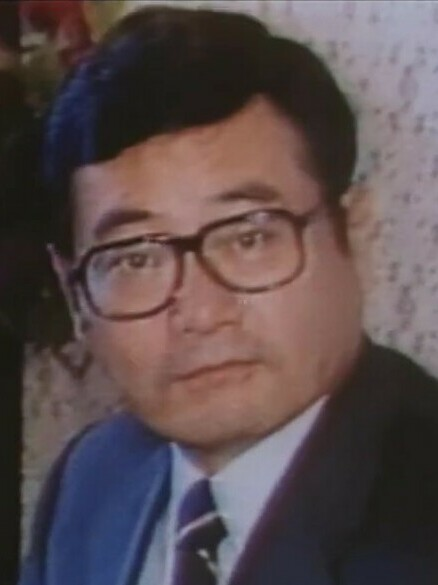
加藤紘一
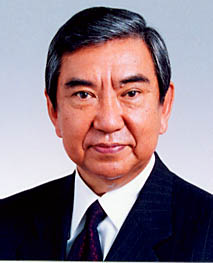
河野洋平
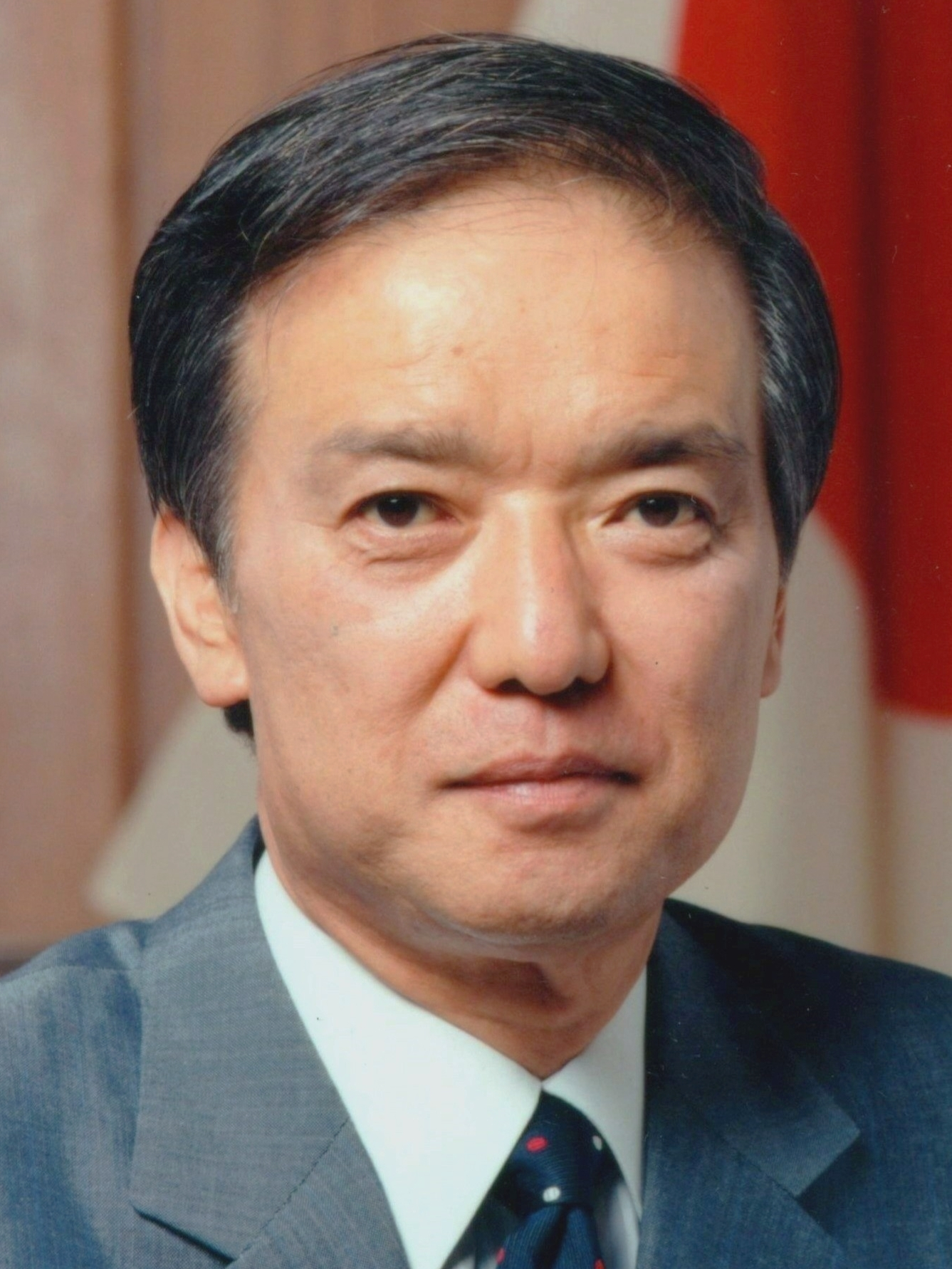
海部俊樹